# Stará Role
Stará Role (deutsch: Altrohlau) ist ein Ortsteil der Stadt Karlsbad im Okres Karlovy Vary in Tschechien.

## Geographische Lage
Stará Role liegt im westlichen Böhmen, etwa fünf Kilometer nordwestlich vom Stadtzentrum Karlsbads entfernt. Die durchschnittliche Höhe beträgt 392 m ü. m. Durch den Ort fließt die Rolava (deutsch Rohlau), ein Nebenfluss der Eger (tschechisch Ohře).

## Geschichte

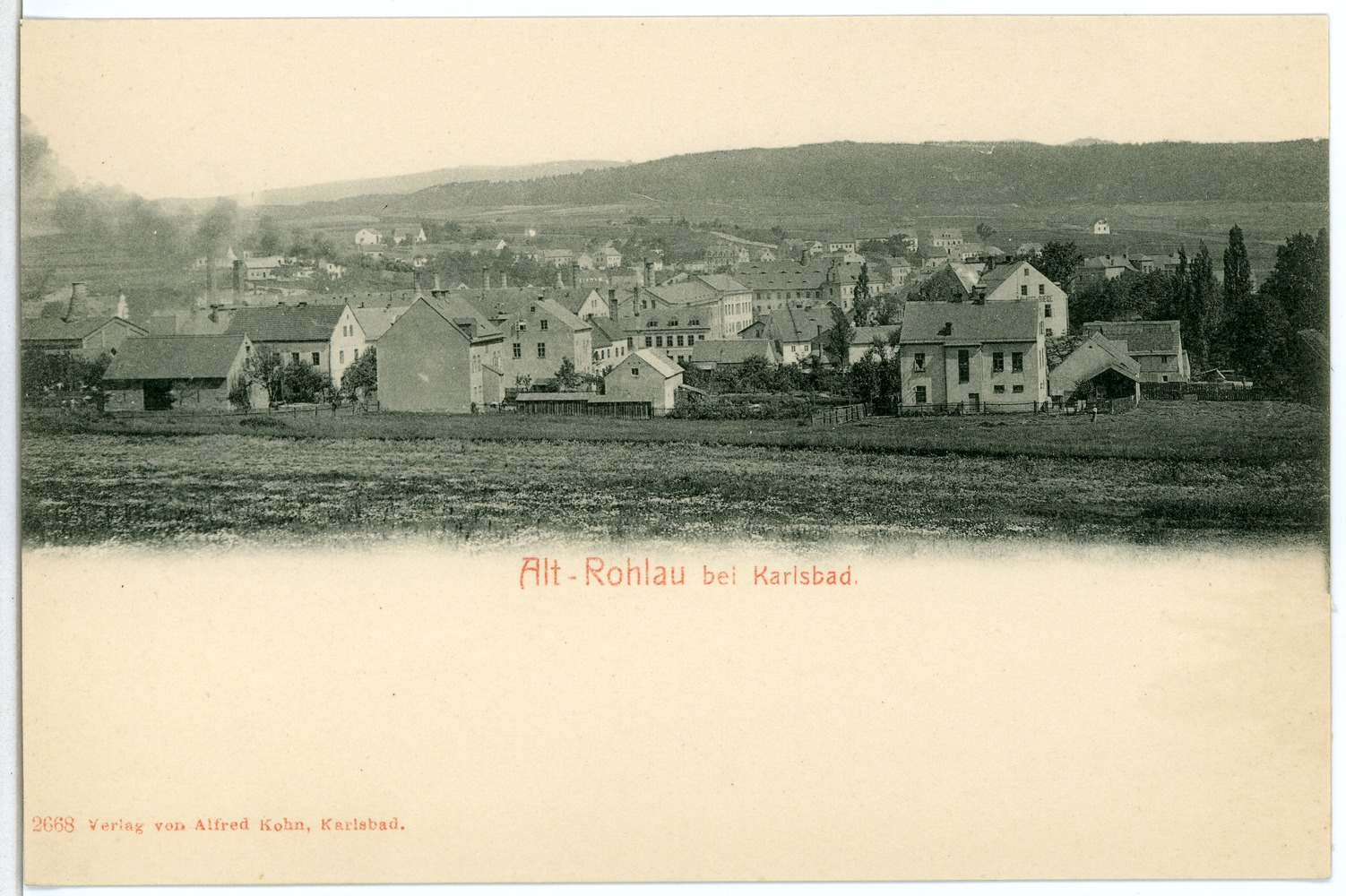
Ortsansicht von 1902

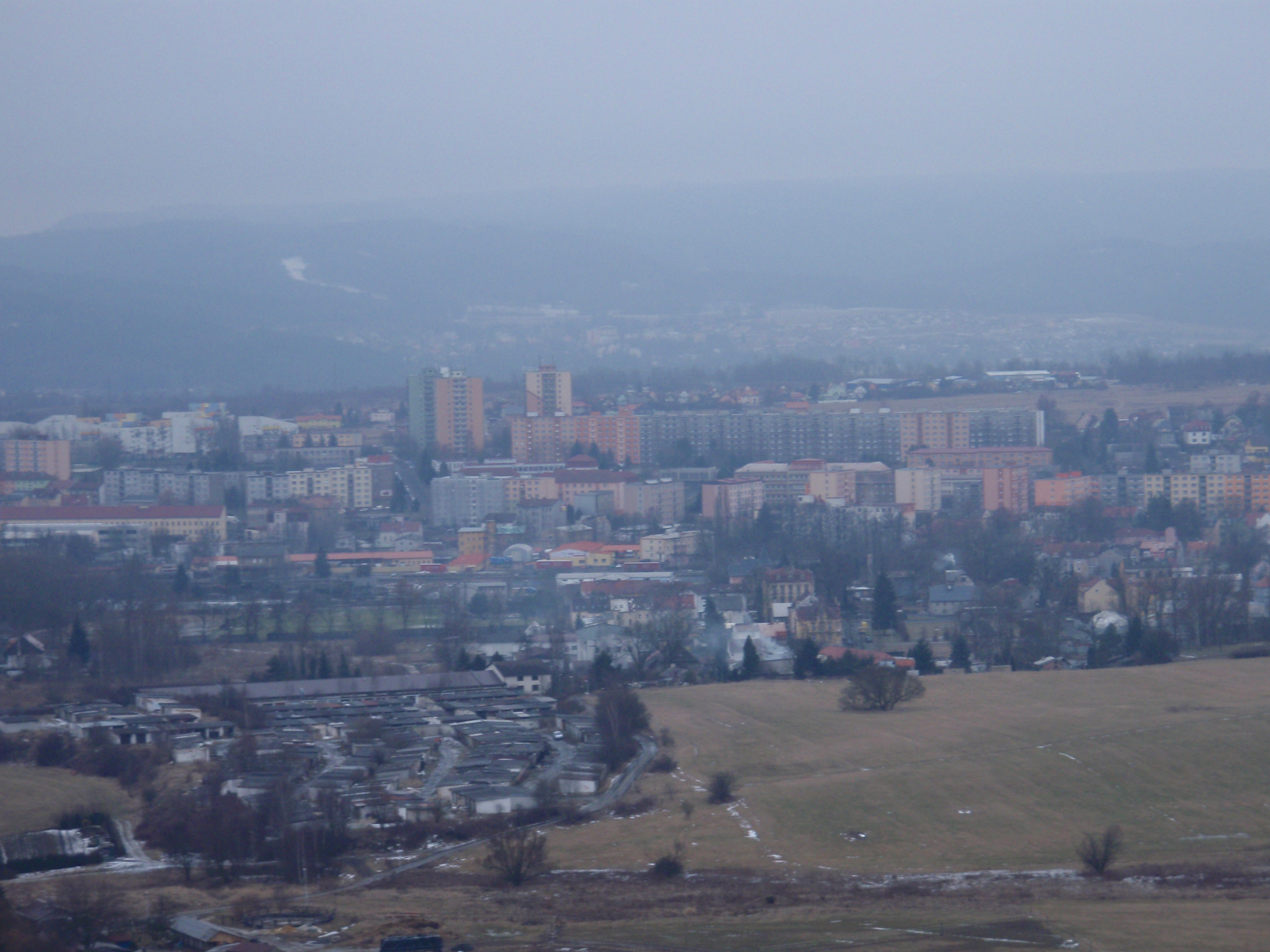
Panorama der Ortschaft (Aufnahme 2009)

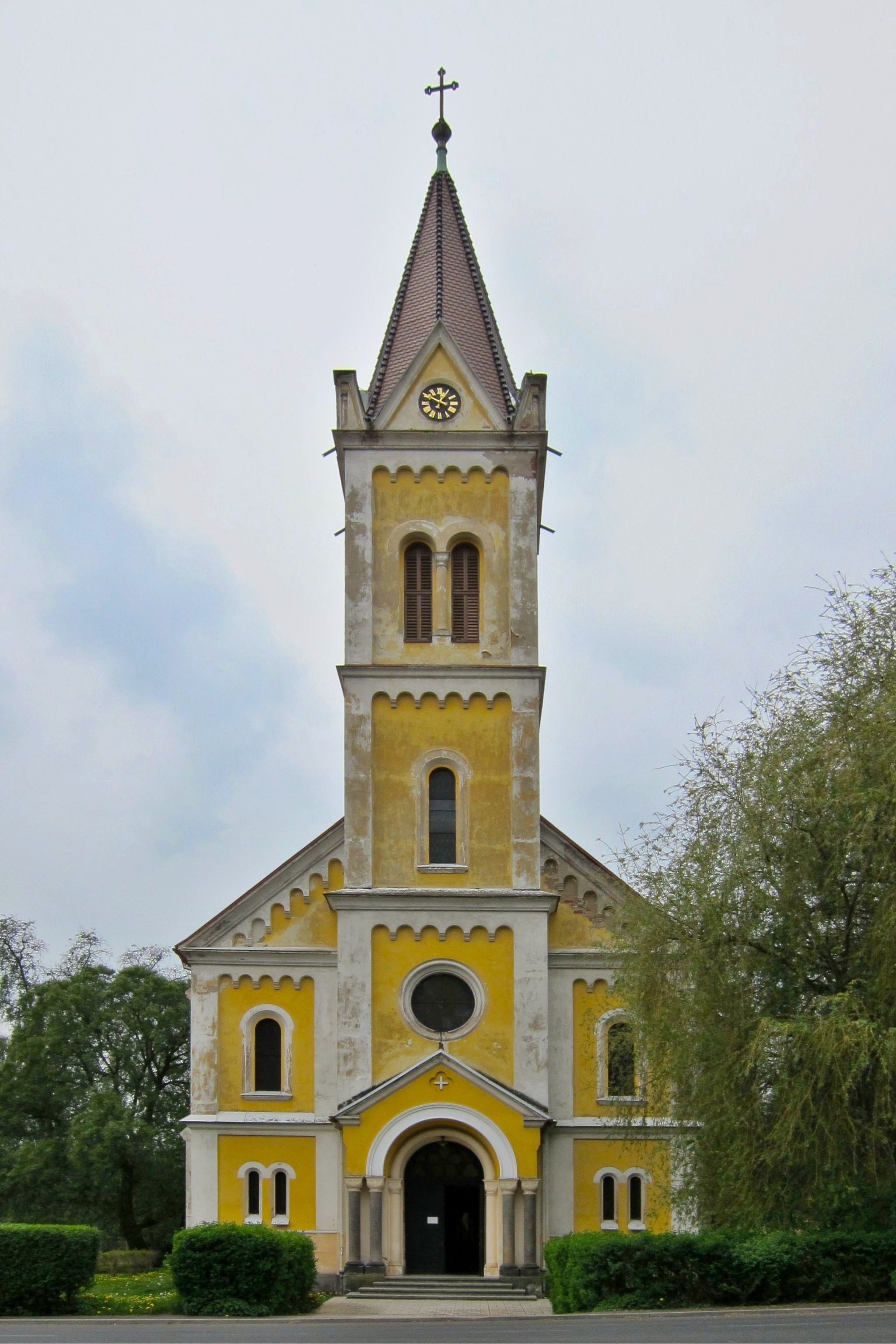
Kirche Christi Himmelfahrt in Alt Rohlau.

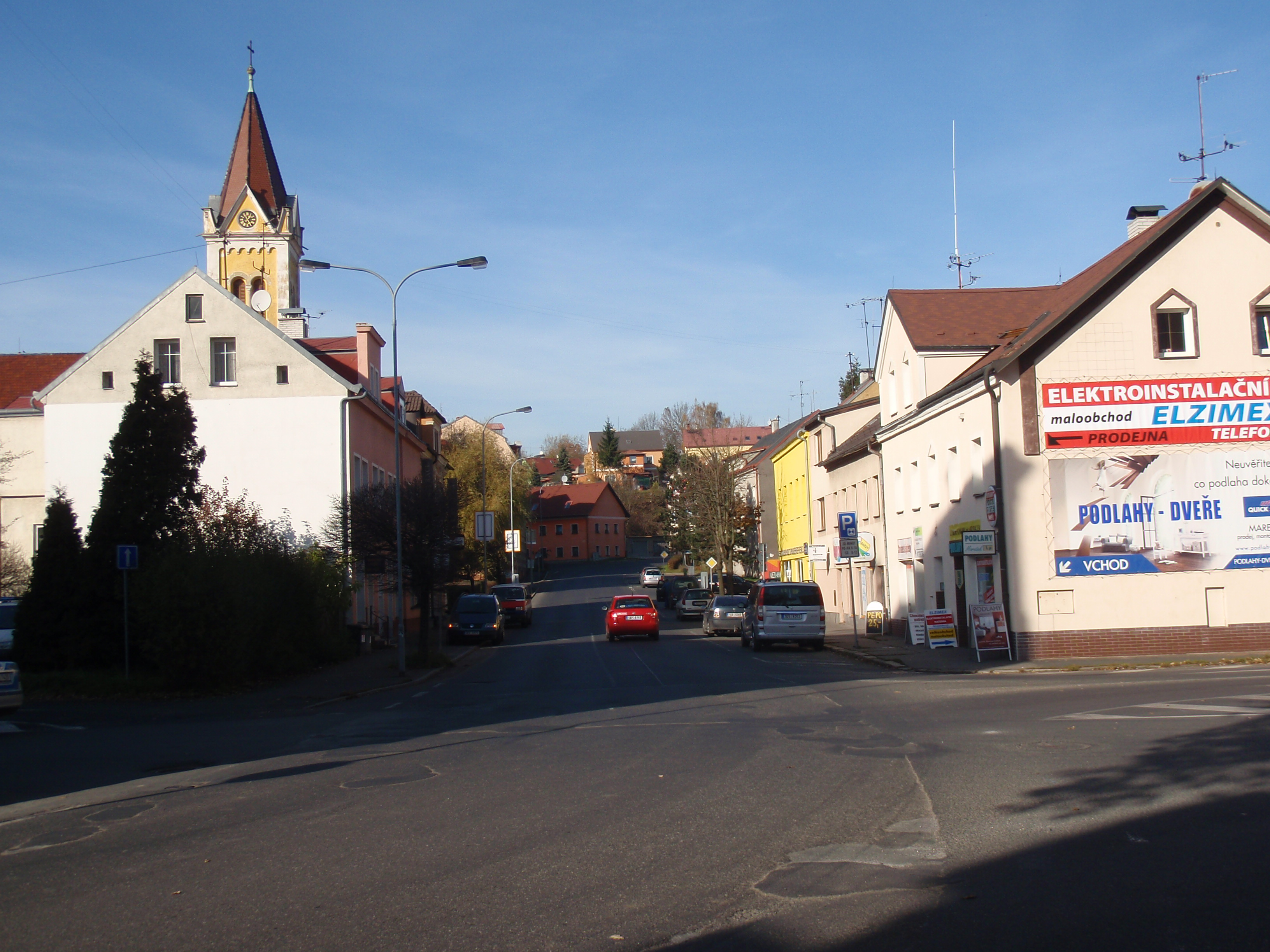
Seitenstraße

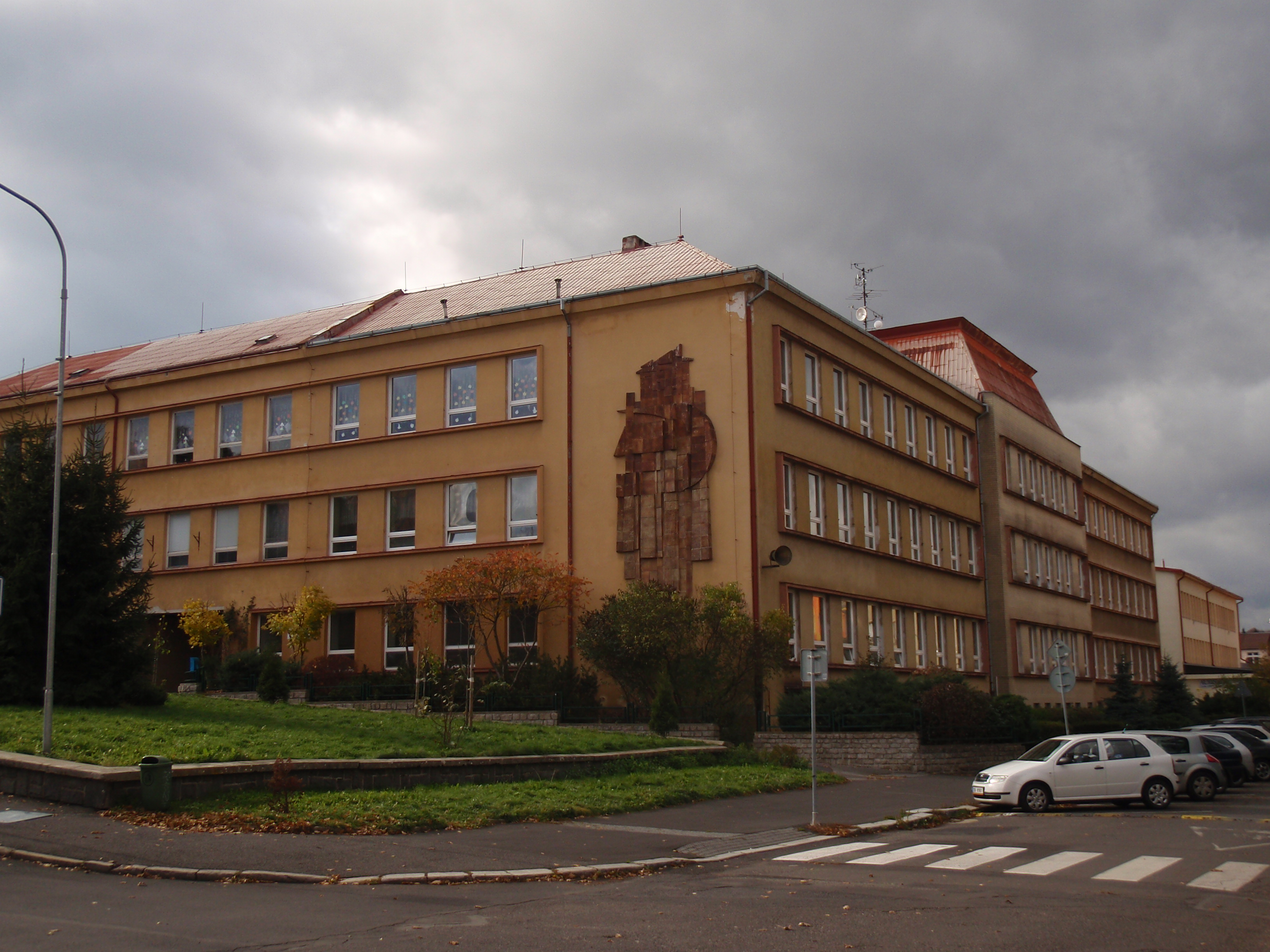
Gebäude der Grundschule

Altrohlau, früher auch als Alten-Rohlau bezeichnet, wurde 1422 erstmals urkundlich erwähnt. Jedoch ist Analog zum 1293 erstmals erwähnten Nachbarort  Neurohlau davon auszugehen, dass die Gründung wesentlich früher anzusetzen ist. Ab der zweiten Hälfte des 16. Jahrhunderts stand an dieser Stelle eine Festung, die im Dreißigjährigen Krieg vollständig zerstört wurde. 1847 zählte der Ort 67 Häusern mit 484 Einwohnern, eine Porzellan- und Steingutfabrik, zwei Wirtshäuser, eine Mühle und ein in der Nähe liegendes obrigkeitliches Steinkohle-Bergwerk.
Bis zur Aufhebung der Patrimonialherrschaften im Kaisertum Österreich 1848/49 war Altrohlau der Herrschaft Tüppelsgrün zugehörig. 1849 wurde der Ort in den Gerichtsbezirk Karlsbad eingegliedert. Altrohlau war ursprünglich nach Zettlitz gepfarrt und wurde zu Beginn des 20. Jahrhunderts zur eigenen Pfarrei erhoben. Eingepfarrt war ein Teil von Putschirn.
Nach dem Ersten Weltkrieg war Alt Rohlau 1919 der neu geschaffenen Tschechoslowakei zugeschlagen worden. 1926 erhielt Altrohlau die Stadtrechte. Aufgrund des  Münchner Abkommens kam der Ort 1938 an das Deutsche Reich und gehörte bis 1945 zum Landkreis Karlsbad, Regierungsbezirk Eger, im Reichsgau Sudetenland. Nach Ende des Zweiten Weltkriegs  wurde unter Berufung auf die 1945 erlassenen Beneš-Dekrete die sudetendeutsche Bevölkerung, großteils enteignet und vertrieben. 1968 übernahm Viernheim in Hessen die Patenschaft für die in Deutschland lebenden vertriebenen Bürger aus Altrohlau. 1976 wurde die Stadt nach Karlsbad eingemeindet. 

### Wirtschaft
Im Jahr 1814 wurde in Altrohlau eine Manufaktur errichtet, die zunächst Steingut produzierte. In den folgenden zwei Jahrzehnten wurde die Produktion immer weiter erweitert, ab 1836 wurde mit der Produktion von Porzellan begonnen. Die Fabrikation zählt damit zu den ältesten Porzellanmanufakturen der Gegend. 1870 arbeiteten in dem Unternehmen 800 Mitarbeiter, 1909 wurde es von der deutschen Firma C. M. Hutschenreuter übernommen. Nach Kriegsende 1945 erfolgte die Verstaatlichung, heute wird in dem Unternehmen unter dem Namen Starorolský porcelán Moritz Zdekauer Gebrauchsporzellan hergestellt.

### Demographie
Bis 1945 war Alt Rohlau überwiegend von Deutschböhmen besiedelt, die vertrieben wurden.
| Jahr | Einwohner | Anmerkungen         |
| ---- | --------- | ------------------- |
| 1785 | 0 k. A.   | 34 Häuser           |
| 1843 | 0441      |                     |
| 1847 | 0484      | in 67 Häusern       |
| 1857 | 0879      | [ 9 ]               |
| 1869 | 1331      | [ 9 ]               |
| 1890 | 3346      |                     |
| 1900 | 5358      |                     |
| 1910 | 7058      |                     |
| 1921 | 6683      | davon 6488 Deutsche |
| 1930 | 7660      | [ 11 ]              |
| 1939 | 7091      | [ 11 ]              |

| Jahr      | 1947 | 1961 | 1970 | 1991 | 2001 |
| Einwohner | 3307 | 4896 | 7018 | 8639 | 8139 |

## Verkehr
Stará Role liegt an der Bahnstrecke Nr. 142 Karlsbad–Johanngeorgenstadt.

## Sehenswürdigkeiten
Einzige Kirche in Stará Role ist die Kirche Christi Himmelfahrt. Sie wurde an der Stelle einer seit 1823 bestehenden, kleineren Kapelle nach den Plänen von Hermann Fiedler erbaut und am 10. Oktober 1909 vom Prager Erzbischof Leo Skrbenský von Hříště eingeweiht.

## Persönlichkeiten
- Anton Meindl (1905–unbekannt), sudetendeutscher Jurist und Landrat
- Josef Leipold (1913–1949), SS-Lagerkommandant und Kriegsverbrecher
- Renate Rott (1937–2025), deutsche Sozialwissenschaftlerin und Hochschullehrerin